# Mang Thít (huyện)
Mang Thít là một huyện cũ thuộc tỉnh Vĩnh Long, Việt Nam.

## Địa lý

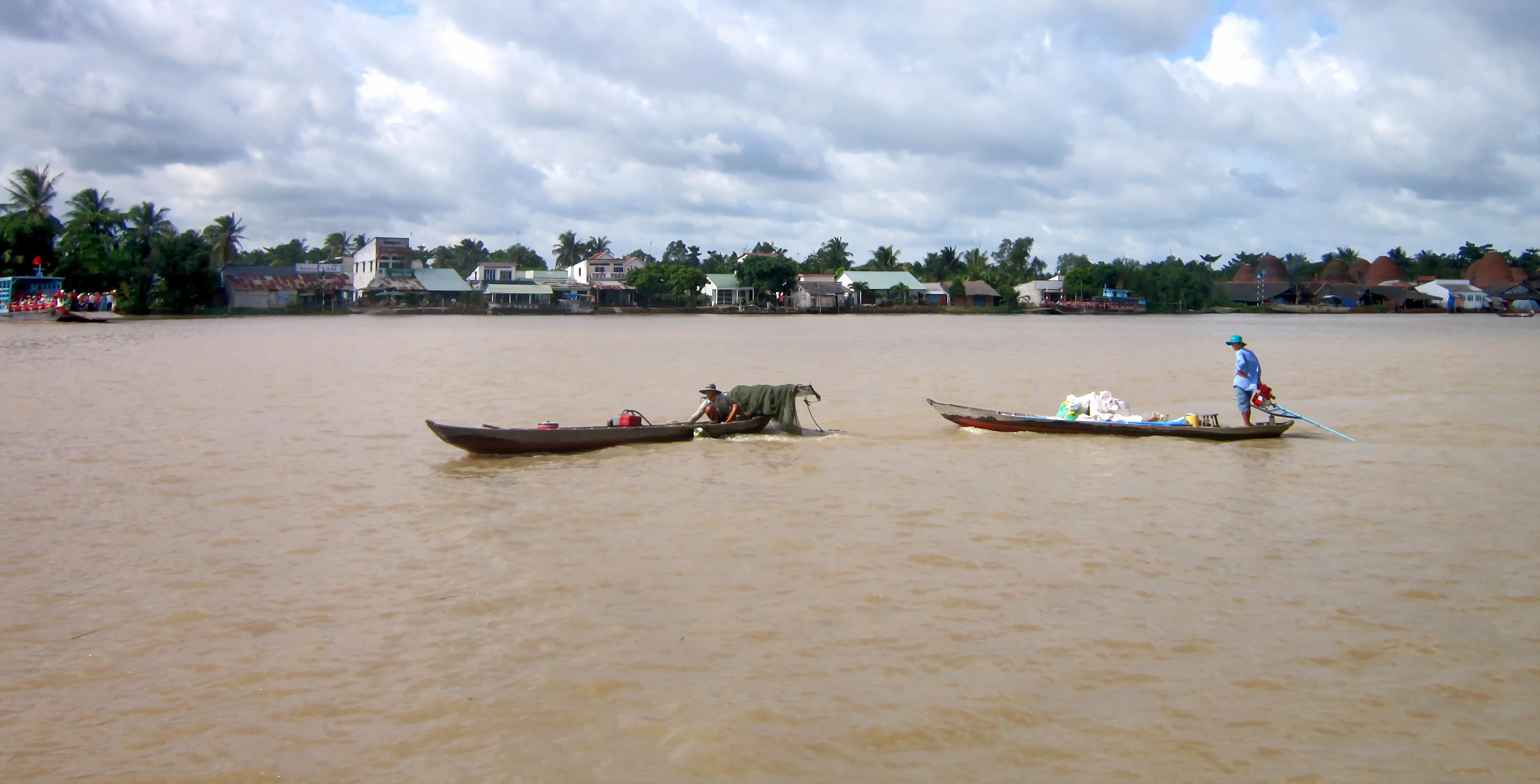
Sông Mang Thít, đoạn chảy qua thị trấn Cái Nhum

Huyện Mang Thít nằm ở phía đông của tỉnh Vĩnh Long, nằm bên bờ sông Tiền, có vị trí địa lý:
- Phía đông và phía bắc giáp huyện Chợ Lách, tỉnh Bến Tre
- Phía tây giáp huyện Long Hồ và huyện Tam Bình
- Phía nam giáp huyện Vũng Liêm.

### Địa hình
Mang Thít tương đối bằng phẳng, cao trình biến thiên từ 0,6m đến 2,0m, tiểu địa hình có sự khác biệt khá rõ, khuynh hướng cao ở các xã ven sông Cổ Chiên và sông Măng Thít thấp và phía Tây Bắc của huyện (xã Long Mỹ, Hòa Tịnh, Nhơn Phú) và thấp dần về các xã trung tâm huyện, chia ra các cấp sau:
- Vùng có cao trình 0,4 – 0,6m chiếm 0,21% diện tích đang sử dụng phân bố ở các xã: Mỹ An, Mỹ Phước
- Vùng có cao trình từ 0,8 – 1,0 m chiếm 17,83% diện tích đang sử dụng, phân bố ở các xã: Long Mỹ, Hòa Tịnh, Mỹ Phước, Nhơn Phú, Tân Long, Tân Long Hội, Tân An Hội, Chánh Hội
- Vùng có cao trình từ 1,0 – 1,2m chiếm 49,04% diện tích đang sử dụng, phân bố đều ở các xã
- Vùng có cao trình từ 1,2 – 1,4m chiếm 24,0% diện tích đang sử dụng, phân bố các xã ven sông Măng Thít và sông Cổ Chiên như: Mỹ An, Mỹ Phước, An Phước, Chánh An, Tân An Hội, Tân Long Hội
- Vùng có cao trình từ 1,4 – 1,6m chiếm 6,25% diện tích đang sử dụng, phân bố các xã: Chánh An, An Phước, Mỹ Phước, Mỹ An và thị trấn Cái Nhum
- Vùng có cao trình trên 1,6 – 1,8m chiếm 2,47% diện tích đang sử dụng, phân bố xã An Phước và thị trấn Cái Nhum
- Vùng có cao trình trên 1,8 – 2,0m chiếm 0,20% diện tích đang sử dụng, phân bố ở xã An Phước.

Nhìn chung địa hình của huyện thấp dần từ phía sông Cổ Chiên và sông Măng Thít vào trung tâm huyện, kết hợp với hệ thống kênh rạch dày. Vùng có cao trình trung bình đến hơi thấp thuận lợi cho việc phát triển nông nghiệp đa dạng, nhất là cây lúa ở khu vực nội đồng và cây ăn trái ven các sông rạch. Vùng có cao trình trên 1m có khả năng khai thác sét nguyên liệu và sản xuất gốm, gạch ngói. Tuy nhiên việc tác động của con người trong quá trình khai thác đất làm nguyên liệu sản xuất gạch ngói trong thời gian qua làm hình thành những tiểu địa hình thấp khác nhau.

### Khí hậu
Mang Thít có đặc điểm nằm trong vùng nhiệt đới gió mùa, quanh năm nóng, ẩm, có chế độ nhiệt tương đối cao và bức xạ dồi dào. Kết quả thống kê về khí tượng thủy văn qua các năm, cho thấy: Nhiệt độ trung bình qua các năm biến động từ 27,3 - 27,8 °C, tuy nhiên qua các tháng trong năm 2010 vào mùa khô đặc biệt tháng 4, 5 cho thấy nền nhiệt của toàn tỉnh lên cao 35,5 - 38 °C. Tổng lượng bốc hơi trong các tháng đầu năm 2010 cao hơn trung bình nhiều năm 100 mm so với cùng kỳ nhiều năm.
- Nhiệt độ cao nhất từ năm 2006 – 2010 là 37,2 °C, thấp nhất là 17,7 °C và biên độ nhiệt giữa ngày và đêm bình quân là 7,30 °C.
- Bức xạ trên địa bàn huyện tương đối cao, bình quân số giờ nắng trong một ngày là 7,5 giờ. Bức xạ quang hợp hàng năm đạt 79.600 cal/m². Thời gian chiếu sáng BQ năm đạt 2.550 - 2.700 giờ/năm. Nhiệt độ và bức xạ dồi dào là điều kiện cho cây trồng sinh trưởng và phát triển tốt.
- Độ ẩm: không khí bình quân là 81 - 85%, trong tháng 9, độ ẩm đạt cao nhất là 88% và tháng thấp nhất là 77% vào tháng 3. Độ ẩm trung bình tháng qua các tháng trong năm 2009 ở mức khá cao, được ghi nhận là 84%, xấp xỉ và cao hơn 7% so với cùng kỳ nhiều năm.
- Lượng mưa: Số ngày mưa bình quân trong năm là 100 - 115 ngày với lượng mưa trung bình đạt 1.550 - 1.650 mm/năm, riêng lượng mưa năm 2009 chỉ đạt 1.353 mm/năm.

### Thủy văn
Mang Thít có đặc điểm cũng như toàn tỉnh Vĩnh Long chịu ảnh hưởng chế độ bán nhật triều không đều của biển Đông thông qua các sông lớn là sông Cổ Chiên và sông Măng Thít, có đặc tính địa hình rất nhạy cảm với chế độ nước trên sông, rạch, trong ngày có 2 con nước lớn, ròng, trong tháng thì có 2 con nước rong vào những ngày đầu và giữa của tháng âm lịch, ngoài ra còn có hệ thống kênh – rạch với mật độ 30 m/ha. Nước ngọt hầu như quanh năm, tạo thuận lợi cho tưới tiêu trong NN, giao thông thủy, phục vụ cho sản xuất và sinh hoạt.
Với đặc điểm thủy văn nêu trên, về tiềm năng tưới tự chảy cho cây trồng khá lớn, khả năng tiêu rút nước tốt, tạo lợi thế khá lớn cho sản xuất nông nghiệp, khả năng trao đổi nước mặt tốt, làm tăng quá trình tự làm sạch của dòng sông, làm giảm thiểu nguồn gây ô nhiễm nước mặt về dư lượng phân bón, thuốc bảo vệ thực vật, chất thải trong sinh hoạt, sản xuất công nghiệp, tiểu thủ công nghiệp,...
Tóm lại, yếu tố khí hậu, thủy văn các năm khá thuận lợi cho nông nghiệp theo hướng đa canh, thâm canh tăng vụ và thích hợp cho ĐDSH tự nhiên phát triển. Tuy nhiên, do lượng mưa chỉ tập trung vào 6 tháng mùa mưa cùng với nguồn nước lũ từ thượng nguồn tạo nên một số khu vực bị ngập úng cục bộ, ảnh hưởng đối với sản xuất nông nghiệp, đời sống sinh hoạt của người dân và môi trường sinh thái. Đồng thời dưới tác động của biến đổi khí hậu trong thời gian gần đây, kết hợp với việc khai thác nguồn nước của các nước thượng nguồn sông Mêkông làm tăng cường tính cực đoan của khí hậu, diễn biến bất thường của mực nước trên sông Mêkông, khả năng xâm nhập mặn ngày càng sâu vào đất liền sẽ gây nên hậu quả là giảm dần các yếu tố thuận lợi về mặt khí hậu - thời tiết, điều kiện thủy văn - nguồn nước và tăng các nguy cơ tiềm ẩn do tác động của biến đổi khí hậu trong những thập kỷ tới.

## Lịch sử

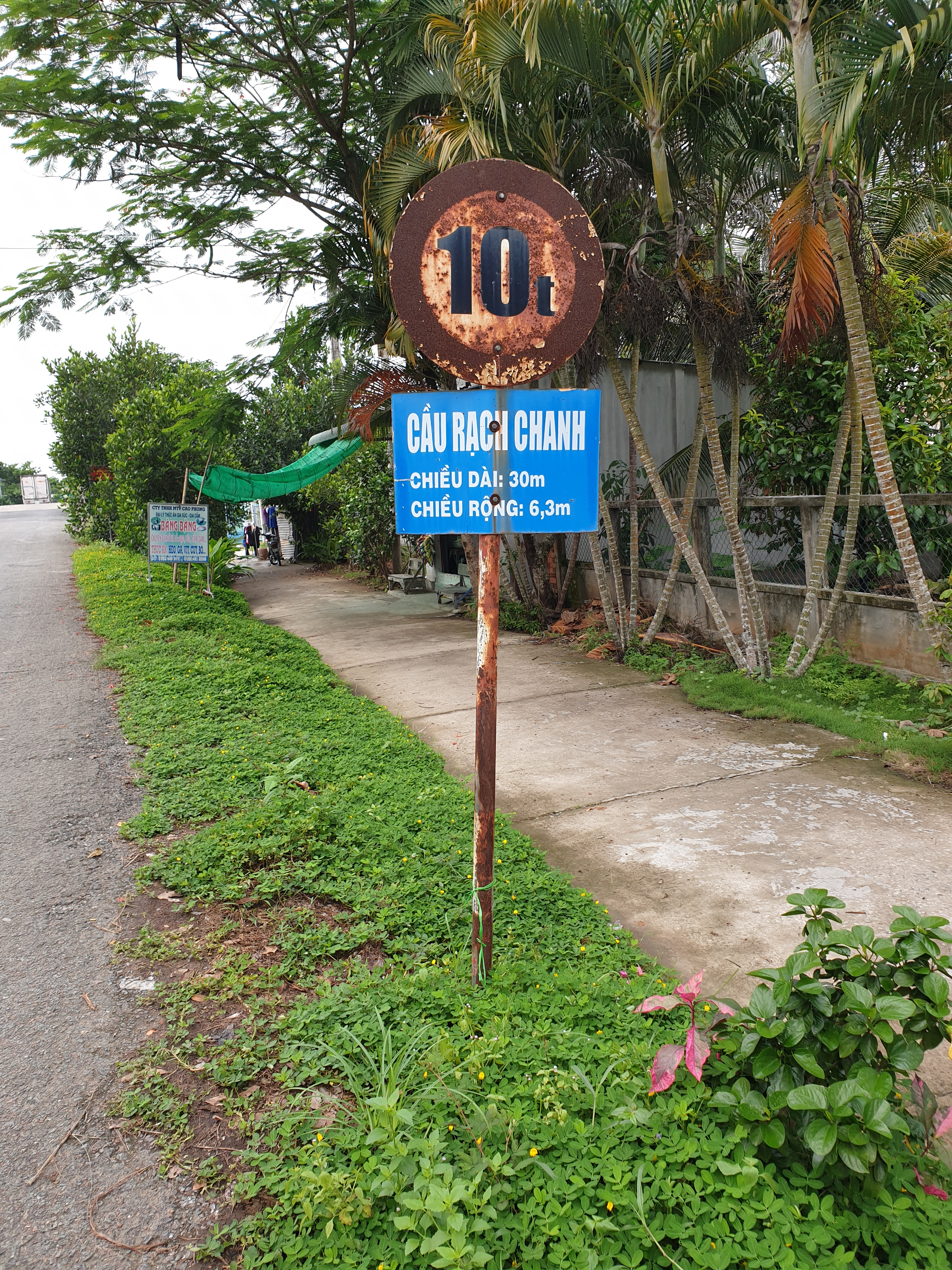
Cầu Rạch Chanh ở huyện Măng Thít

Mang Thít xưa có tên gọi là Măng Thít hay Mân Thít. Nguyễn Ánh sau khi khôi phục đất Gia Định, đặt phủ Mân Thít, giao cho Thổ quan là Nguyễn Văn Tồn quản lý.
Vào năm 1827, đổi là huyện Tuân Ngãi, thuộc phủ Lạc Hoá, trấn Vĩnh Thanh. Năm Minh Mạng thứ 13, huyện Tuân Ngãi thuộc tỉnh Vĩnh Long, gồm 5 tổng là Ngãi Hoà, Ngãi Long, Thành Trị, Tuân Giáo, Tuân Lễ. Đầu thời Pháp thuộc, huyện bị giải thể, nhập địa bàn vào hạt thanh tra Lạc Hoá.
Ngày 25 tháng 1 năm 1908, Pháp lập quận Cái Nhum, gồm có 2 tổng là Bình Thạnh với 3 làng và Bình Chánh với 5 làng.
Ngày 18 tháng 12 năm 1916, quận Cái Nhum bị giải thể, nhập tổng Bình Thạnh vào quận Chợ Lách và tổng Bình Chánh vào quận Tam Bình cùng tỉnh.
Ngày 18 tháng 5 năm 1955, chính quyền Sài Gòn lập quận Cái Nhum, thuộc tỉnh Vĩnh Long, trên cơ sở tách ra từ quận Châu Thành, gồm tổng Bình Long với 9 xã, quận lỵ đặt tại Cái Nhum.
Ngày 8 tháng 10 năm 1957, giải thể quận Cái Nhum, nhập địa bàn vào quận Châu Thành và quận Chợ Lách cùng tỉnh.
Ngày 10 tháng 3 năm 1961, quận Cái Nhum được tái lập, gồm 2 tổng là Thanh Thiềng với 4 xã và Bình Thiềng với 4 xã.
Ngày 31 tháng 5 năm 1961, đổi tên quận Cái Nhum thành quận Minh Đức.
Sau ngày 30 tháng 4 năm 1975, Cái Nhum là huyện của tỉnh Cửu Long, gồm 7 xã: An Phước, Bình Phước, Chánh Hội, Hòa Tịnh, Mỹ An, Nhơn Phú và Tân Long Hội.
Ngày 11 tháng 3 năm 1977, huyện Cái Nhum hợp với huyện Châu Thành Tây (trừ 2 xã Tân Ngãi, Tân Hoà) và 2 xã Hoà Hiệp, Hậu Lộc của huyện Tam Bình thành huyện Long Hồ.
Ngày 29 tháng 9 năm 1981, huyện Mang Thít được thành lập theo Quyết định số 89/1981/QĐ-HĐBT, trên cơ sở tách ra từ huyện Long Hồ, gồm có 8 xã: An Phước, Chánh Hội (trung tâm huyện lỵ), Tân Long Hội, Nhơn Phú, Mỹ An, Hoà Tịnh, Bình Phước và Long Mỹ. Trong đó, xã Long Mỹ được thành lập trên cơ sở chia tách xã Tâm Long cũ thành 2 xã: Long Mỹ và Thanh Đức.
Ngày 17 tháng 4 năm 1986, giải thể huyện Mang Thít, nhập địa bàn vào huyện Long Hồ.
Ngày 26 tháng 12 năm 1991, tỉnh Cửu Long tách thành hai tỉnh Vĩnh Long và Trà Vinh, huyện Long Hồ thuộc tỉnh Vĩnh Long.
Ngày 13 tháng 2 năm 1992, tái lập huyện Mang Thít trên cơ sở tách ra từ huyện Long Hồ, gồm 8 xã như cũ.
Ngày 18 tháng 3 năm 1994, thành lập thị trấn Cái Nhum trên cơ sở một phần diện tích và dân số của xã Chánh Hội.
Ngày 9 tháng 8 năm 1994, thành lập thêm 4 xã mới: Tân An Hội, Tân Long, Mỹ Phước và Chánh An.
Ngày 1 tháng 2 năm 2020, sáp nhập xã Chánh Hội vào thị trấn Cái Nhum.
Huyện Mang Thít có 1 thị trấn và 11 xã như hiện nay.

## Hành chính
Huyện Mang Thít có 12 đơn vị hành chính cấp xã trực thuộc, bao gồm thị trấn Cái Nhum (huyện lỵ) và 11 xã: An Phước, Bình Phước, Chánh An, Hòa Tịnh, Long Mỹ, Mỹ An, Mỹ Phước, Nhơn Phú, Tân An Hội, Tân Long, Tân Long Hội.

## Kinh tế - xã hội

### Kinh tế

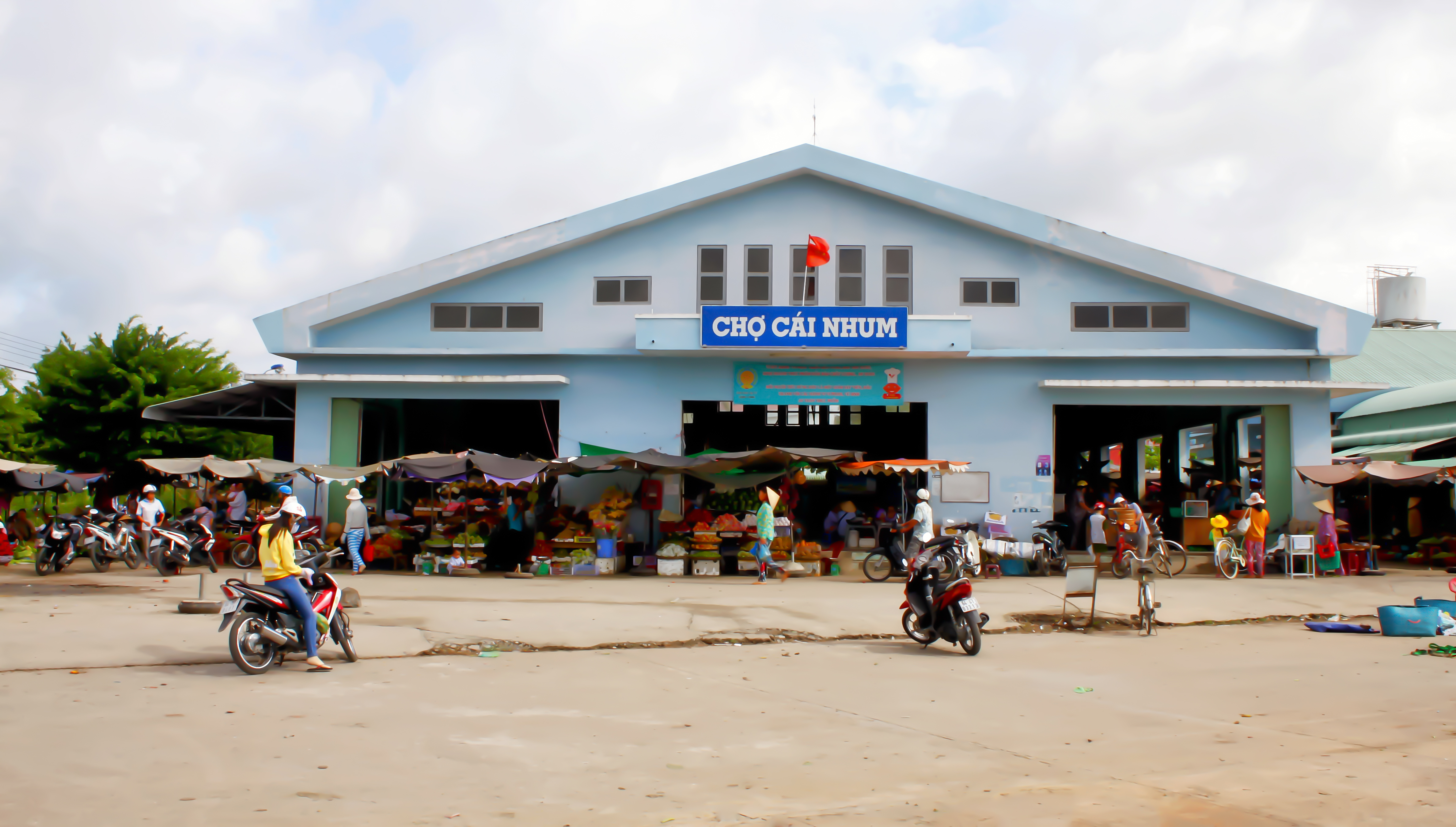
Chợ Cái Nhum mới bên bờ sông Mang Thít, ở thị trấn Cái Nhum

Huyện có sông Mang Thít không những là một thủy lộ quan trọng cả vùng Đồng bằng sông Cửu Long mà đây còn là nơi nuôi cá bè cho năng suất rất cao,nơi sản xuất nhiều gạch ngói và gốm đỏ của Vĩnh Long và của cả vùng Tây Nam Bộ. Mang Thít còn là huyện sản xuất nhiều lúa gạo và trái cây ngon.
Kinh tế của huyện chủ yếu là nông nghiệp, trồng lúa nước, cây ăn quả và chăn nuôi. Những năm gần đây, tận dụng lợi thế từ con các con sông, nông dân huyện phát triển mạnh nghề nuôi trồng thủy sản, mang lại thu hoạch cao, góp phần thúc đẩy cơ cấu nông nghiệp chuyển dịch theo hướng tích cực. Huyện Mang Thít có 2 vùng sản xuất thủy sản chính là tuyến sông Mang Thít và dọc sông Cổ Chiên.
Ngành thủ công nghiệp cũng phát triển mạnh ở Mang Thít, đặc biệt là nghề làm gốm sứ mỹ nghệ. Gốm mỹ nghệ Mang Thít có màu sắc đặc trưng, mẫu mã đa dạng từ đơn giản đến tinh xảo hấp dẫn người tiêu dùng trong và ngoài nước. Các lò sản xuất gạch nung và gốm xứ mỹ nghệ tập trung ở xã Nhơn Phú Phú, Mỹ An, Mỹ Phước... Sản phẩm gốm mỹ nghệ Mang Thít đã có mặt trên thị trường thế giới, đặc biệt là các nước Á - Âu. Ngoài ra còn có các mặt hàng thủ công mỹ nghệ gia công xuất khẩu khác: mây tre, dệt chiếu và đan lát,...

### Xã hội

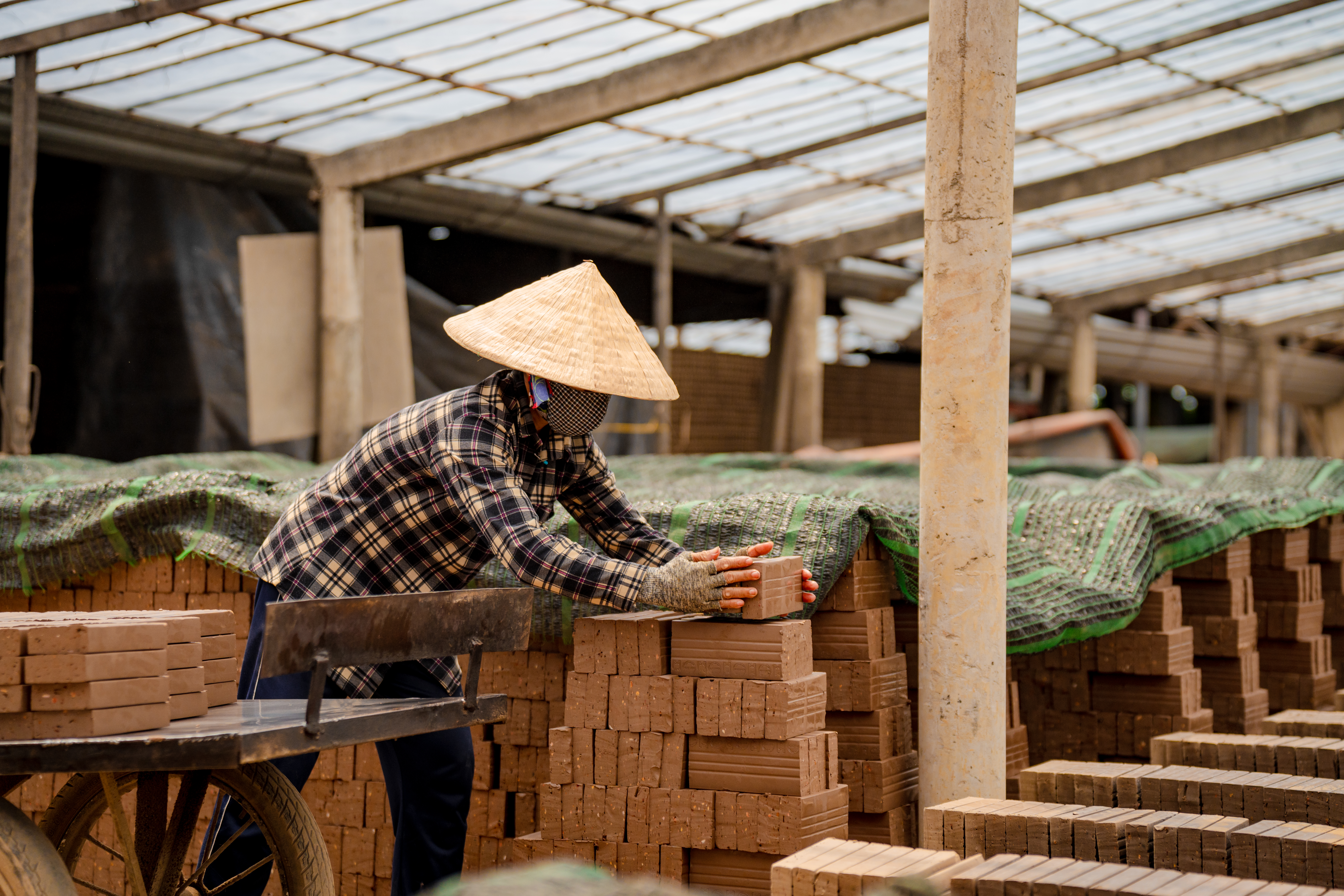
Làng nghề làm gạch truyền thống

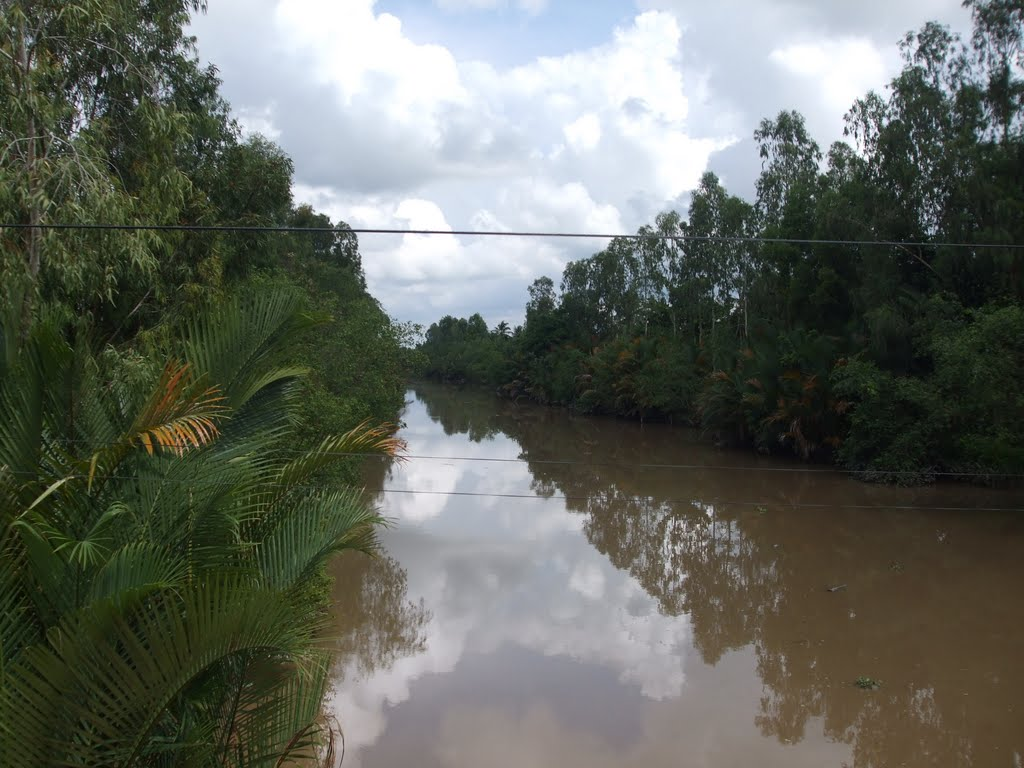
Một vùng quê tại Mang Thít

Cùng với phát triển kinh tế, huyện Mang Thít cũng đầu tư mạnh cho công tác xã hội, xây dựng và hoàn chỉnh hệ thống hạ tầng cơ sở, đặc biệt là mảng giao thông nông thôn. Mang Thít đã đầu tư hàng chục tỷ đồng để nâng cấp và xây dựng các tuyến đường liên ấp, liên xã thông xe hai bánh cả hai mùa mưa - nắng.
Hầu hết các xã đều có trường tiểu học và trung học cơ sở, thậm chí có xã đến 3-4 điểm trường. Riêng khối trung học phổ thông là 3 điểm trường: Trường Trung học Mang Thít, bán công Mang Thít (nay là trường THPT Nguyễn Văn Thiệt), trường cấp 2- 3 Mỹ Phước. Các điểm trường đều được xây dựng kiên cố và bán kiên cố. Mang Thít là huyện đi đầu trong tỉnh phổ cập hết trung học cơ sở và hướng tiếp theo là phổ cập trung học phổ thông.

## Văn hóa

### Di tích
- Thánh Tịnh Ngọc Sơn Quang

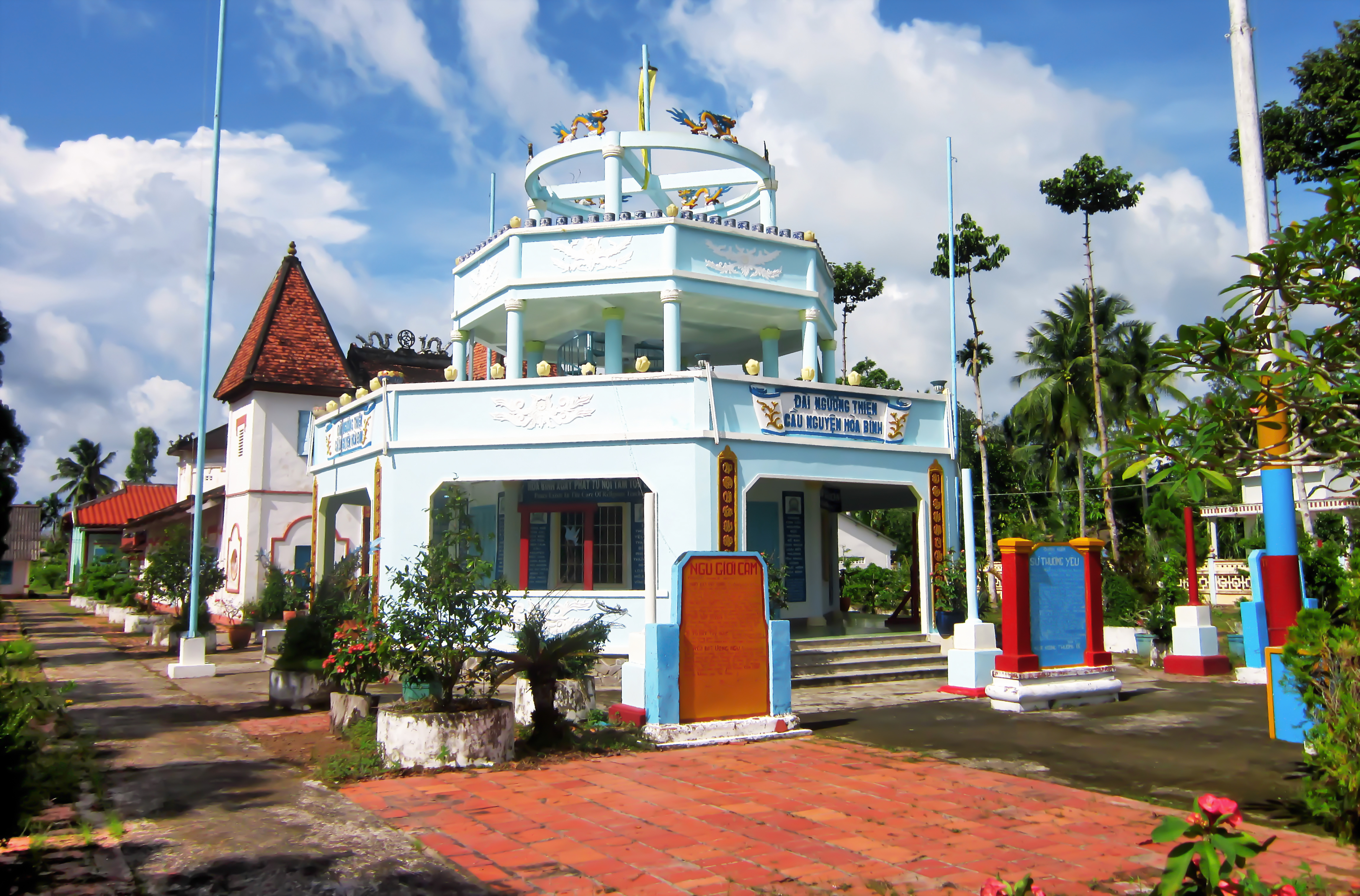
Thánh Tịnh Ngọc Sơn Quang ở xã Tân An Hội, huyện Mang Thít

Đây là một thánh thất của đạo Cao Đài theo phái Tiên Thiên, đã được Bộ Văn hóa-Thông tin (nay là Bộ Văn hóa, Thể thao và Du lịch) công nhận là di tích lịch sử văn hóa cấp quốc gia vào ngày 31 tháng 8 năm 1998.